# Rudnik Sv. Barbara
Rudnik sv. Barbara u Rudama, rudnik u mjestu Rude, koje je u sastavu grada Samobora.

## Opis
U Rudama je sve do 1950. g. postojalo dvadesetak rovova od kojih je najveći broj danas urušen. Najpoznatija su tri rova: sv. Trojstvo, Kokel te Vlašić (sv. Antun, koji nije obuhvaćen ovom zaštitom), a danas oni nose zajedničko ime Rudnik sv. Barbara. Rudnici se nalaze nedaleko od seoske aglomeracije u bregovitom i šumovitom pejzažu. U rovu su uski hodnici u više razina s mjestimičnim proširenjima gdje se iskopavala rudača. Stranice rova su učvršćene drvenom ili željeznom trapeznom podgradom. Hodnik rova u prosjeku je širine 1 m, a visine 2 m. Dimenzije jama iskopa rude su do 5 m visine. U rudniku su se eksploatirale bakrena, željezna te gipsana rudača. Uređenjem je javnosti učinjeno dostupnim 350 m rudnika.

## Zaštita
Pod oznakom Z-7110 zaveden je kao nepokretno kulturno dobro - pojedinačno, pravna statusa zaštićena kulturnog dobra, klasificirano kao "profana graditeljska baština".